# قاعة المشاهير (دبليو دبليو إي)
قاعة مشاهير دبليو دبليو إي هي قاعة المشاهير التي تُكرِّمُ المصارعين المحترفين وأبزر شخصيات المصارعة المحترفة في دبليو دبليو إي. تأسَّست هذه القاعة عام 1993 تكريمًا للمُصارع المحترف أندريه العملاق بعد وفاته لكنها لم تكن مهيكلة ومنظمة بالشكلِ الذي هي عليه اليوم، كما عُرضت احتفالات بمناسبة افتتاحِ هذه القاعة عامي 1994 و1995 بالتزامن معَ برنامج الدفع مقابل المشاهدة كنيج أوف ذا رينج، فيما أُقيمت احتفالات عام 1996 بالتزامنِ معَ حدث سرفايفر سيريس. أعادت دبليو دبليو إي افتتاح قاعة المشاهير بعد توقفٍ دام ثماني سنوات وذلك عام 2004 حينمَا أقام الاحتفالات بالتزامنِ مع راسلمينيا. بدأَ منذ العام 2005 بثُّ أجزاءٍ من الاحتفالات بمناسبة افتتاح قاعة المشاهير على شاشات التلفزيون ثمّ بدأ منذ العام 2014 بثُّ الاحتفالات بأكملها على شبكة دبليو دبليو إي.
كان هناك اعتبارًا من عام 2019 ما مجموعهُ 204 شخصًا ممن أُضيفت أسمائهم لقاعة المشاهير بما في ذلك 113 مصارعًا أُضيفت أسمائهم بشكلٍ فردي و15 بشكلٍ جماعي و10 مشاهير ثمّ هناك 5 متلقين لجائزة واريو أو جائزة المحارب (بالإنجليزية: Warrior Award)‏ فضلًا عن 35 آخرين. أُضيفت أسماءُ أربعة مصارعين لقاعة المشاهير مرتين (بشكل فردي وكجزءٍ من فريق): ريك فلير وشون مايكلز وبوكر تي وبريت هارت مع أربعة آخرين هم هولك هوجان وسكوت هول وكيفين ناش وإكس باك، في حين ضُمَّت للقاعة أسماءُ 57 مصارعًا بعد وفاتهم.

## التاريخ
افتُتحت قاعة مشاهير دبليو دبليو إف (أو الاتحاد العالمي للمصارعة) عام 1993 حيثُ أُعلن عنها لأول مرةٍ في الثاني والعشرين من آذار/مارس خلال حلقةٍ من مانداي نايت راو (بالإنجليزية: Monday Night Raw)‏ وكان أول اسمٍ يُضمُّ لقاعة المشاهير حديثة العهد هو المصارع الفرنسيّ أندريه العملاق الذي كان تُوفيَّ قبل شهرينِ تقريبًا. أُقيمت في العامين التاليين الاحتفالات بذكرى تأسيس قاعة المشاهير وذلك بالتزامنِ مع حدث الدفع مقابل المشاهدة السنويّ كنيج أوف ذا رينج، فيما تزامنت الاحتفالات بهذه القاعة عام 1996 مع حدث سرفايفر سيريس حيث أُقيمت هذه الاحتفالات لأول مرةٍ أمام جمهور قبل أن تتوقَّف قاعة المشاهير لفترةٍ من الزمن.
أعادت دبليو دبليو إي – وهي نفسها دبليو دبليو إف وذلك بعد تغيير التسميّة عام 2002 – افتتاح قاعة المشاهير عام 2004 بهيكلة وتنظيمٍ جديدينِ وتزامنت الاحتفالات بإعادة افتتاحِ هذه القاعة مع حدث راسلمينيا 20. لم يُذاع هذا الحفل مثل سابقيه على التلفزيون، لكنّه صدرَ على أقراص الدي في دي ابتداءً من الأول من حزيران/يونيو 2004. بدأَ بدايةً من حفل عام 2005 بثُّ نسخ منقحة من احتفالات قاعة المشاهير على قناة سبايك تي في، ثمّ بُثَّت احتفالات وأحداث القاعة على قناة يو إس إيه نيتورك في العام الموالي ولا زالت تبثُّ حتى يومنا هذا. جمعت دبليو دبليو إي منذ عام 2005 احتفالات قاعة المشاهير وبدأت في إصدارها كجزء من الإصدار السنوي لراسلمينيا دي في دي، إلى أن قرَّرت دبليو دبليو إي ابتداءً من عام 2014 البثّ المباشر لأحداث قاعة المشاهير وما يُرافقها من احتفالات على شبكة دبليو دبليو إي.
على الرغم من أنَّ الاتحاد العالمي للمصارعة لم يُخصِّص أي مبنى على الإطلاق لقاعة المشاهير ولاستضافة كل الأحداث المتعلقة بهذه القاعة، إلا أنَّ الاتحاد نفسه كان قد فكَّر في هذا في وقتٍ ما حيث صرَّح شين مكمان نائب الرئيس التنفيذي للقسم الإعلامي في دبليو دبليو إي عام 2008 أنَّ الشركة تُخَزِّنُ تذكارات عددٍ من المصارعين في مستودعٍ منذُ سنوات مع تصنيفِ تلك التذكارات وتأريخها وذلك لسهولة نقلها للمبنى أو المنشأة الجديدة في حالة بنائها.

## الجوائز والتكريمات

### جناح المشاهير
خُصِّصَ جناح المشاهير (بالإنجليزية: Celebrity Wing)‏ في قاعة المشاهير للمصارعين أو المشاهير بصفة عامّة الذين قدموا عروضًا مميّزة ولا تُنسى في برمجة دبليو دبليو إي و/أو لديهم علاقات طويلة مع الاتحاد.

### جائزة واريور

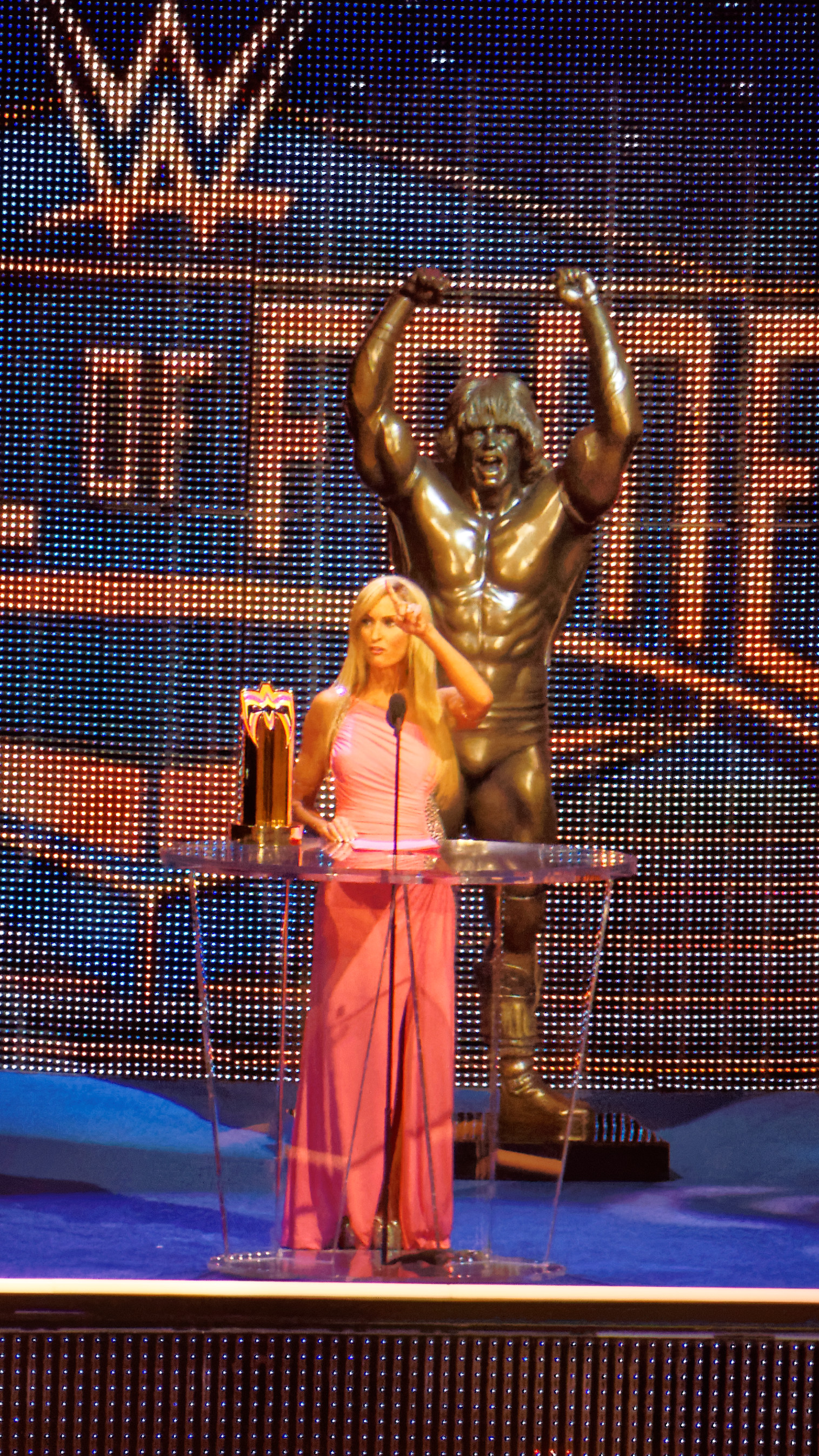
دانا واريور (أرملة المصارع أولتيمت واريور) وهي بصددِ الإعلانِ عن افتتاحِ جائزة واريور (أو جائزة المحارب) في حفلِ قاعة المشاهير لعام 2015

قدمت دبليو دبليو إي عام 2015 جائزةً جديدةً هي جائزةُ المحارب أو واريور أوارد (بالإنجليزية: Warrior Award)‏ لأولئك الذين «أظهروا قوة ومثابرة لا تتزعزع والذين يعيشون الحياة بشجاعة ورحمة تُجسّد الروح التي لا تُقهر لأولتيمت واريور.» مع أنَّ الشركة تُروّج للحاصلين على هذه الجائزة وتعتبرُ حصولهم عليها بمثابةِ اعترافٍ بكتابةِ أسمائهم رمزيًا في قاعة المشاهير، إلّا أنها لا تُضمِّنُ المتوَّجين بها في قسمِ قاعة المشاهير على موقع دبليو دبليو إي دوت كوم، كما أنَّ معرض الصور على الموقع وهو المعرض الذي يعرضُ صور كل من ضُمَّت أسمائهم للقاعة لا يحتوي على أيّ صورة لمن استلمَ جائزة واريور.
أُنشأت هذه الجائزة بعد وفاةِ أولتيمت واريور (بالإنجليزية: The Ultimate Warrior)‏، فخلال خطابه في قاعة المشاهير في نيسان/أبريل 2014 قبل وقتٍ قصيرٍ من وفاته اقترحَ واريور أن تكون هناك فئةٌ خاصةٌ تُسمَّى جائزة جيمي ميراندا (بالإنجليزية: Jimmy Miranda Award)‏ لموظَّفي دبليو دبليو إي الذين يعملون وراء الكواليس. أقرَّت دبليو دبليو إي في النهاية جائزة واريور بعد وفاته بدل جائزة جيمي ميراندا التي كان قد اقترحها وهو ما أثار استياء البعض حيثُ أعربَ المُعلِّقُ السابق في الاتحاد جاستن روبرتس عن خيبة أمله من كيفية استخدام دبليو دبليو إي لأجزاء من خطاب واريو في قاعة المشاهير للترويجِ لهذه الجائزة متجاهلةً نوايا واريو الأساسيّة في تكريمِ موظفي دبليو دبليو إي الذين لا يظهرون على الشاشة، فيما نفت دبليو دبليو إي نفسها ما اتُهمت به وردَّت بالقول: «تسعى الشركة لتكريم كونور وإرثه من خلال جائزة واريور ... سيتمُّ منح الجائزة سنويًا لتكريم الأبطال المجهولين الآخرين بين موظفي دبليو دبليو إي والمُشجّعين على حدٍ سواء.» جديرٌ بالذكرِ هنا أنَّ سو أيتشيسون هي الوحيدة بين موظّفي شركة دبليو دبليو إي التي نالت هذه الجائزة عام 2019.

### جائزة ليغاسي
قدَّمت دبليو دبليو إي عام 2016 جائزة أو فئة جديدة في قاعة المشاهير سمَّتها جائزة ليغاسي (بالإنجليزية: Legacy Wing)‏. المتوَّجُون بهذه الجائزة هم من عدة عصور من تاريخ المصارعة بل إنَّ بعضهم برزوا في عالم المصارعة خلال أوائل القرن العشرين. توَّجَت الشركة مثلًا هيساشي شينما وجوزيف كوهين مبتكر شبكة إم إس جي وذلك بعد وفاتهما. عادةً ما تُعلن الشركة عن المتوّج بهذه الجائزة الفرعيّة خلال حفل حدث قاعة المشاهير عبر فيديو يُعرض على الشاشة الكبيرة أمامَ الحَلَبة يضمُّ صورًا للمُتَوَّج واسمه ومعلومات أخرى عنه.
تعرضت هذه الجائزة الفرعيّة هي الأخرى لبعضِ الانتقادات خاصة فيما يتعلق بالطريقة المختصرة التي يُعلنَ بها عمَّن تمَّ تكريمه. يقولُ الصحفيّ المتخصّص في عالمِ المصارعة ديف ميلتزر تعقيبًا على هذا الموضوع: «هذه هي الفئة التي تستخدمها دبليو دبليو إي لتكريمِ الأشخاص الذين – لأيِّ سببٍ من الأسباب – لا تشعرُ [الشركة] بأنهم أسماء قابلة للتسويق للجمهور الحديث لوضعها في قاعة المشاهير الفعليّة.» انتقدَ جيم كورنيت الذي كان في وقتٍ ما أحد أبرز الأسماء في شركة دبليو دبليو إي حقيقة أنَّ الأسماء المعروفة مثل جيم لوندوس أو إل سانتو عُرّف بها في إطار هذه الفئة بشكلٍ مختصرٍ جدًا ولا يليقُ بهذه الأسماء، فيمَا صرَّحت أرملة بروزر برودي بأنها لم تكن تعلم أن زوجها سوف يدخل فئة عام 2019 حتى يوم الحدث وأنها لم تتلقى دعوة رسميّة للمشاركة في الحفل أو حضوره على الأقل.

## النُّسخ

### نسخة 1993
كان عرضُ قاعة المشاهير لعام 1993 هو العرض الافتتاحيّ الأول لقاعة مشاهير دبليو دبليو إي حيث أُعلن عن هذا العرض خلال حلقة الثاني والعشرين من آذار/مارس 1993 من برنامج مانداي رايت راو. لم يحصل أيُّ حفلٍ خلال هذا العرض الافتتاحيّ وكان أهمُّ ما جرى خلاله هو الإعلان عن إضافة اسمِ المصارع أندريه العملاق للقاعة ليكون بذلك أول شخصٍ ينضمُّ للقاعة عندَ تأسيسها ولو بعد وفاته. أضافت الشركة في آذار/مارس 2015 نسخة منقّحة من حفل 1994 إلى شبكة دبليو دبليو إي.
| الصورة | اسم المصارع (الاسم عند الولادة) | كُرِّمَ بواسطة | الألقاب والإنجازات                                                                    |
| ------ | ------------------------------- | ---------- | ------------------------------------------------------------------------------------- |
|        | أندريه العملاق (أندريه روسيموف) | لا أحد     | بطل دبليو دبليو إي للوزن الثقيل (مرة واحدة) وبطولة العالم للفرق الثنائيّة (مرة واحدة). |

### نسخة 1994
كان عرضُ قاعة المشاهير لعام 1994 هو العرض الثاني تواليًا وقد تميَّز هذه المرة بتنظيمِ احتفالاتٍ على شرفِ المنضمّين رسميًا للقاعة. نُظِّمَ هذا الحدث من قِبل دبليو دبليو إي في السادس من حزيران/يونيو 1994 في أحدِ فنادق بالتيمور بماريلاند حيث تزامنَ مع حدث ملك الحلبة أو كينغ أوف ذا رينغ.
| الصورة | اسم المصارع (الاسم عند الولادة)  | كُرِّمَ بواسطة   | الألقاب والإنجازات |
| ------ | -------------------------------- | ------------ | --- |
| —      | أرنولد سكالند                    | بوب باكلند   | بطل فريق دبليو دبليو دبليو إف للولايات المتحدة (مرة واحدة) ومدرب برونو سامارتينو وبوب باكلند في دبليو دبليو إف.          |
|        | بوبو برازيل (هوستن هاريس)        | إيرني لاد    | بطولة دبليو دبليو دبليو إف للوزن الثقيل بالولايات المتحدة (سبع مرات) وبطولة الولايات المتحدة دبليو دبليو إي (مرة واحدة). |
|        | بودي رودجرز (هيرمان رودي جونيور) | بريت هارت    | بطولة الوزن الثقيل العالمي إن دبليو إيه (مرة واحدة) وبطولة دبليو دبليو إي (مرة واحدة).                                   |
|        | جاي سترونغ باو (لوك سكاربا)      | تاتانكا      | بطولة العالم للفرق الثنائية (أربع مرات).                                                                                 |
|        | فريدي بلاسي                      | ريجيس فيلبين | عمل مدربًا لفترة طويلة لعددٍ من المصارعين في دبليو دبليو إف.                                                               |
|        | غوريلا مونسون (روبرت ماريَّا)      | جيم روس      | بطولة دبليو دبليو دبليو إف للولايات المتحدة (مرتين) كما عملَ مذيعًا سابقًا في دبليو دبليو إف.                               |
| —      | جيمس دودلي                       | فينس مكمان   | أول أمريكي من أصلٍ أفريقي يُدير مباراة مصارعة في الولايات المتحدة.                                                         |

### نسخة 1995
كان حدثُ قاعة المشاهير لعام 1995 هو ثالث الأحداث التي تُنظَّم تواليًا وقد تميَّز هو الآخرُ بحفلٍ تكريمي للذين ستُضاف أسمائهم للقاعة. أُنتجَ هذا الحدث من قِبل دبليو دبليو إي في الرابع والعشرين من حزيران/يونيو 1995 في فندق ماريوت في فيلادلفيا ببنسلفانيا، وقد أُقيم بالتزامنِ مع حدث كينغ أوف ذا رينغ.
| الصورة | اسم المصارع (الاسم عند الولادة) | كُرِّمَ بواسطة     | الألقاب والإنجازات |
| ------ | ------------------------------- | -------------- | --- |
|        | أنتونيا روكا (أنتونيو بياسيتون) | كيفين ناش      | بطل دبليو دبليو إف للوزن الثقيل (مرة واحدة) وأحد أبرز المصارعين الذي أتقنَ أسلوب المصارعة البهلوانية في تلك الفترة.                          |
|        | إيرني لاد                       | بوبو برازيل    | فاز بالعديد من الألقاب المحليّة في إن دبليو إي، وكان أحد المصارعين المحترفين القلائل الذين حققوا مسيرة ناجحة في كرة القدم الأمريكية.         |
|        | جورج ستيل (ويليام مايرس)        | ستيف لومباردي  | واحدٌ من أوائل المصارعين الذين لعبوا دور الوحوش في الحلبة عبر القناع والتصرفات المخيفة.                                                      |
|        | إيفان بوتسكي (جوزيف بيدنارسكي)  | سكوت بوتسكي    | بطولة العالم للفرق الثنائيّة (مرة واحدة). |
|        | ذا فابيلوس مولاه (ماري إليسون)  | ألوندرا بلايزي | بطولة النساء دبليو دبليو إي (أربع مرات) وهو رقمٌ قياسيٌّ ظلَّ صامدًا لـ 28 عامًا عدى عن كونها أول مصارعة تقتحمُ قاعة المشاهير بعد عددٍ من المصارعين. |
| —      | ذا غراند ويزرد (إروين روث)      | سارجنت سلوتر   | كان أحد أبرز شخصيّات عالم المصارعة في دبليو دبليو إف، وقد أُضيف اسمه هو الآخر للقاعة بعد وفاته.                                               |
|        | بيدرو موراليس                   | سافيو فيجا     | بطل دبليو دبليو دبليو إف للوزن الثقيل (مرة واحدة)، وأول بطل ثلاثي في بطولة دبليو دبليو إف، كمَا كان أيضًا أول لاتيني يفوز باللقب العالمي.     |

### نسخة 1996
كانَ عرض قاعة المشاهير لعام 1996 هو العرضُ الرابع تواليًا وقد تميَّز هو الآخر بحفلٍ وبعددٍ من الأحداث. أُنتجَ هذا الحدث من قِبل دبليو دبليو إي في السادس عشر من تشرين الثاني/نوفمبر 1996 حيث أُقيمَ في فندق ماريوت ماركيز في مدينة نيويورك بولاية نيويورك تزامنًا مع حدث سرفاير سيريس. جديرٌ بالذكرِ هنا أنَّ فينس مكمان الأب قد أُضيف للقاعة في هذه النسخة من طرف عائلته مع أنه توفيَّ حتى عام 1984.
| الصورة | اسم المصارع (الاسم عند الولادة) | كُرِّمَ بواسطة    | الألقاب والإنجازات |
| ------ | ------------------------------- | ------------- | --- |
|        | مايكل سكويلنا                   | غوريلا مونسون | بطولة العالم للفرق الثنائيّة (مرة واحدة)، وبطولة دبليو دبليو دبليو إف الولايات المتحدة (مرة واحدة). |
|        | لو ألبانو                       | جو فرانكلين   | بطل دبليو دبليو دبليو إف الولايات المتحدة (مرة واحدة)، كما قادَ 13 فريقًا مختلفًا لـ 17 لقبًا، فضلًا عن قيادتهِ لأربعة مصارعين فرديين إلى بطولات مختلفة. لعبَ لو دورًا مهمًا معَ سيندي لوبر في التعريف بالمصارعة المحترفة بعدّة طرق. |
|        | جيمي سنوكا                      | دون موراكو    | بطولة الولايات المتحدة دبليو دبليو إي (مرة واحدة) وبطولة الزوجي في إن دبليو إي (مرتين) وبطل الوزن الثقيل في إي سي دبليو (مرتين).                                                                                          |
|        | جوني رودز (جون رودريغيز)        | أرنولد سكالند | صارَعَ في دبليو دبليو إف لما يقربُ من عقدينِ من الزمن. |
|        | كيلر كوالسكي (إدوارد سبولنيك)   | تربل إتش      | بطولة العالم للفرق الثنائيّة (مرة واحدة)، فضلًا عن سبعة عشر بطولة محليّة في إن دبليو إي. |
|        | بات باترسون (بيير كليرمونت)     | بريت هارت     | بطولة دبليو دبليو إف للوزن الثقيل (مرة واحدة) وبطولة الزوجي في إي دبليو إي (مرة واحدة) فضلًا عن 20 بطولة محليّة في إن دبليو إي، ويُعتبر الأب الروحيّ لمباريات الرويل رامبل.                                                   |
|        | فينس مكمان الأب                 | شين مكمان     | أُضيف لقاعة المشاهير بعد وفاته، ويُعتبر على نطاقٍ واسعٍ مُؤسِّس الاتحاد العالمي للمصارعة. |

استُحدثَ خلال هذه النسخة إضافة مجموعات لقاعة المشاهير بدل الأفراد فقط:
| المجموعة | كُرِّمت بواسطة                 | الألقاب والإنجازات                                                            |
| --- | --------------------------- | ----------------------------------------------------------------------------- |
| الأخوة الشجعان | بولدوج البريطاني وأوين هارت | بطولة العالم للفرق الثنائيّة (مرة واحدة)، ويُعتبر أول فريقٍ ينضمُّ لقاعة المشاهير. |
| جيمي فاليانت (جايمس فانينغ) - بطولة التلفزيون العالمية دبليو سي دبليو (أربع مرات) جوني فاليانت (جون سوليفان) - أصبح مديرًا في دبليو دبليو إف وإي دبليو إي خلال فترة الثمانينيات |                             |                                                                               |

### نسخة 2004
| الفئة    | المصارع        | كُرِّمَ بواسطة    |
| -------- | -------------- | ------------- |
| فرديًا    | بيغ جون ستود   | بيغ شو        |
| فرديًا    | دون موراكو     | ميك فولي      |
| فرديًا    | غريغ فالانتاين | جيمي هارت     |
| فرديًا    | هارلي رايس     | ريك فلير      |
| فرديًا    | جيسي فنتورا    | تايرل فنتورا  |
| فرديًا    | جانكيارد دوغ   | إيرني لاد     |
| فرديًا    | سارجنت سلوتر   | بات باترسون   |
| فرديًا    | بيلي غراهام    | تربل إتش      |
| فرديًا    | تيتو سانتانا   | شون مايكلز    |
| فرديًا    | بوبي هينان     | بلاكجاك لانزا |
| المشاهير | بيتر روز       | كين           |

### نسخة 2005
| الفئة | المصارع         | كُرِّمَ بواسطة     |
| ----- | --------------- | -------------- |
| فرديًا | هولك هوجان      | سيلفستر ستالون |
| فرديًا | رودي بايبر      | ريك فلير       |
| فرديًا | بوب أورتن الابن | راندي أورتن    |
| فرديًا | جيمي هارت       | جيري لولر      |
| فرديًا | باول أورندورف   | بوبي هينان     |
| فرديًا | نيكولاي فولكوف  | جيم روس        |
| فرديًا | ذا آيرون شيك    | سارجنت سلوتر   |

### نسخة 2006
| الفئة     | المصارع                                        | كُرِّمَ بواسطة                            |
| --------- | ---------------------------------------------- | ------------------------------------- |
| فرديًا     | بريت هارت                                      | ستون أوستن                            |
| فرديًا     | إدي غيريرو                                     | كريس بينوا وري ميستيريو وتشافو غيريرو |
| فرديًا     | جين أوكرلند                                    | هولك هوجان                            |
| فرديًا     | شيري مارتيل                                    | تيد ديبياسي                           |
| فرديًا     | فيرن جانيه                                     | غريغ غاين                             |
| فرديًا     | توني أتلاس                                     | إس دي جونز                            |
| جماعيًا    | ذا بلاك جاك (بلاك جاك موليجان وبلاك جاك لانزا) | بوبي هينان                            |
| نجاح كبير | ويليام بيري                                    | جون سينا                              |

### نسخة 2007
| الفئة  | المصارع                    | كُرِّمَ بواسطة       |
| ------ | -------------------------- | ---------------- |
| فرديًا  | داستي رودز                 | كودي رودز غولدست |
| فرديًا  | مستر بيرفكت                | ويد بوغز         |
| فرديًا  | جيري لولر                  | ويليام شاتنر     |
| فرديًا  | نيك بوكوينكل               | بوبي هينان       |
| فرديًا  | مستر فوجي                  | دون موراكو       |
| فرديًا  | إد فرحات                   | روب فان دام سابو |
| فرديًا  | جيم روس                    | ستون أوستن       |
| جماعيًا | ذا وايلد ساموا (آفا وسيكا) | سامو ومات أنوا   |

### نسخة 2008
| الفئة  | المصارع                                  | كُرِّمَ بواسطة  |
| ------ | ---------------------------------------- | ----------- |
| فرد    | ريك فلير                                 | تريبل إتش   |
| فرد    | بيتر مايفيا                              | دوين جونسون |
| فرد    | روكي جونسون                              | دوين جونسون |
| فرد    | ماي يونغ                                 | بات باترسون |
| فرد    | إدي غراهام                               | داستي رودز  |
| فرد    | جوردن سولي                               | جيم روس     |
| جماعيًا | الأخوة بريسكو (جاك بريسكو جيرالد بريسكو) | جون ليفيلد  |

### نسخة 2009
| الفئة  | المُصارع | كُرِّمَ بواسطة     |
| ------ | --- | -------------- |
| فرديًا  | ستيف أوستن                                                                                                  | فينس مكمان     |
| فرديًا  | ريكي ستيمبوات                                                                                               | ريك فلير       |
| فرديًا  | بيل واتس | جيم روس        |
| فرديًا  | هوارد فينكل                                                                                                 | جين أوكرلند    |
| فرديًا  | كوكو بي. وير                                                                                                | هونكي تونك مان |
| جماعيًا | ذا فانكس ( تيري فونك ودوري فونك جونيور.)                                                                    | داستي رودز     |
| جماعيًا | ذا فون إريكس (فريتز فون إريك وكيفن فون إريك ودايفيد فون إريك وكيري فون إريك ومايك فون إريك وكريس فون إريك ) | مايكل هايز     |

### نسخة 2010
| الفئة    | المُصارع        | كُرِّمَ بواسطة                     |
| -------- | -------------- | ------------------------------ |
| فرديًا    | تيد ديبياسي    | تيد ديبياسي الابن بريت ديبياسي |
| فرديًا    | أنطونيو إينوكي | ستان هانسن                     |
| فرديًا    | ويندي ريشتر    | رودي بايبر                     |
| فرديًا    | ماوريس فاشون   | بات باترسون                    |
| فرديًا    | جورج فاغنر     | ديك باير                       |
| فرديًا    | ستو هارت       | بريت هارت                      |
| المشاهير | بوب يوكر       | ديك إيبرسول                    |

### نسخة 2011
| الفئة    | المصارع                                                        | كُرِّمَ بواسطة          |
| -------- | -------------------------------------------------------------- | ------------------- |
| فرديًا    | شون مايكلز                                                     | تربل إتش            |
| فرديًا    | جيم دوغان                                                      | تيد ديبياسي         |
| فرديًا    | بوب أرمسترونغ                                                  | سكوت براد براين     |
| فرديًا    | ساني                                                           | دبليو دبليو إي ديفا |
| فرديًا    | عبد الله ذا بوتشر                                              | تيري فانك           |
| جماعيًا   | ذا رود ووريورز (رود واريور هوك ورود واريور أنيمل وبول إليرينغ) | داستي رودز          |
| المشاهير | درو كاري                                                       | كين                 |

### نسخة 2012
| الفئة    | المُصارع                                                                      | كُرِّمَ بواسطة                             |
| -------- | ---------------------------------------------------------------------------- | -------------------------------------- |
| فرديًا    | إيدج                                                                         | جيسون ريسو                             |
| فرديًا    | أرون رودريغيز                                                                | ألبرتو ديل ريو                         |
| فرديًا    | فاروق                                                                        | جون برادشو ليفيلد                      |
| فرديًا    | يوكوزونا                                                                     | ذا أوسو                                |
| جماعيًا   | ذا هورس مان (ريك فلير وباري ويندهام وأرن أندرسون وتولي بلانشارد وجيمس ديلون) | داستي رودز                             |
| المشاهير | مايك تايسون                                                                  | دي-جينرايشن إكس (شون مايكلز وتربل إتش) |

### نسخة 2013
| الفئة    | المُصارع         | كُرِّمَ بواسطة       |
| -------- | --------------- | ---------------- |
| فرديًا    | ميك فولي        | تيري فانك        |
| فرديًا    | بوب باكلند      | ماريا مينونوس    |
| فرديًا    | تريش ستراتس     | ستيفاني مكمان    |
| فرديًا    | برونو سامارتينو | أرنولد شوارزنيجر |
| فرديًا    | بوكر تي         | ستيفي راي        |
| المشاهير | دونالد ترامب    | فينس مكمان       |

### نسخة 2014
| الفئة    | المُصارع            | كُرِّمَ بواسطة            |
| -------- | ------------------ | --------------------- |
| فرديًا    | أولتيمت واريور     | ليندا مكمان           |
| فرديًا    | جيك ذا سنيك روبرتس | دايموند دلاس بايج     |
| فرديًا    | إيمي دوماس         | تريش ستراتس           |
| فرديًا    | بول بيرر           | كين                   |
| فرديًا    | كارلوس كولون الأب  | كارليتو إيدي أورلاندو |
| فرديًا    | سكوت هول           | كيفن ناش              |
| المشاهير | مستر تي            | جين أوكرلند           |

### نسخة 2015
| الفئة        | المُصارع                              | كُرِّمَ بواسطة                |
| ------------ | ------------------------------------ | ------------------------- |
| فرديًا        | راندي سافاج                          | هالك هوجان                |
| فرديًا        | ريكيشي                               | ذا أوسو                   |
| فرديًا        | ألوندرا بلايز                        | ناتاليا نيدهارت           |
| فرديًا        | لاري زبيشكو                          | برونو سامارتينو           |
| فرديًا        | تاتسومي فوجينامي                     | ريك فلير                  |
| فرديًا        | كيفين ناش                            | شون مايكلز                |
| جماعيًا       | ذا باشهاكرز (لوك ويليامز وبوتش ميلر) | جون لورينايتيس            |
| المشاهير     | أرنولد شوارزنيجر                     | تربل إتش                  |
| جائزة واريور | كونور ميشالك                         | دانا واريور ودانييل بريان |

### نسخة 2016
| الفئة        | المُصارع                                                                    | كُرِّمَ بواسطة              |
| ------------ | -------------------------------------------------------------------------- | ----------------------- |
| فرديًا        | ستينغ                                                                      | ريك فلير                |
| فرديًا        | تشارلز رايت                                                                | وكالة المعاونون للحماية |
| فرديًا        | بيج بوس مان                                                                | سليك                    |
| فرديًا        | جاكلين                                                                     | دودلي بويز              |
| فرديًا        | ستان هانسن                                                                 | فيدر                    |
| جماعيًا       | ذا فابيلوس فري بيرد ( مايكل هايز، وتيري جوردي، وبادي روبرتس، وجيمي جارفين) | اليوم الجديد            |
| المشاهير     | سنوب دوج                                                                   | جون سينا                |
| جائزة واريور | جوان لوندن                                                                 | دانا واريور             |
| جائزة ليغاسي | ميلدريد بيرك                                                               | غير متاح                |
| جائزة ليغاسي | Frank Gotch                                                                | غير متاح                |
| جائزة ليغاسي | George Hackenschmidt                                                       | غير متاح                |
| جائزة ليغاسي | إد لويس                                                                    | غير متاح                |
| جائزة ليغاسي | Pat O'Connor                                                               | غير متاح                |
| جائزة ليغاسي | Lou Thesz                                                                  | غير متاح                |
| جائزة ليغاسي | "Sailor" Art Thomas ‏                                                       | غير متاح                |

### نسخة 2017
| الفئة        | المُصارع                                           | كُرِّمَ بواسطة              |
| ------------ | ------------------------------------------------- | ----------------------- |
| فرديًا        | كورت أنجل                                         | جون سينا                |
| فرديًا        | ثيودور لونغ                                       | وكالة المعاونون للحماية |
| فرديًا        | دايموند دلاس بايج                                 | إريك بيشوف              |
| فرديًا        | بيث فينيكس                                        | ناتاليا نيدهارت         |
| فرديًا        | ريك رود                                           | ريكي ستيمبوت            |
| جماعيًا       | ذا روك آند رول إكسبرس (ريكي مورتون وروبرت جيبسون) | جيم كورنيت              |
| جائزة واريور | إريك ليجراند                                      | دانا واريور             |
| جائزة ليغاسي | مارتن بورنس                                       | غير متاح                |
| جائزة ليغاسي | جون بايرز                                         | غير متاح                |
| جائزة ليغاسي | Haystacks Calhoun                                 | غير متاح                |
| جائزة ليغاسي | Judy Grable                                       | غير متاح                |
| جائزة ليغاسي | Dr. Jerry Graham                                  | غير متاح                |
| جائزة ليغاسي | Luther Lindsay                                    | غير متاح                |
| جائزة ليغاسي | توتس موندت                                        | غير متاح                |
| جائزة ليغاسي | Rikidōzan                                         | غير متاح                |
| جائزة ليغاسي | Bearcat Wright                                    | غير متاح                |

### نسخة 2018
| الفئة        | المُصارع                             | كُرِّمَ بواسطة       |
| ------------ | ----------------------------------- | ---------------- |
| فرديًا        | غولدبرغ                             | بول هيمان        |
| فرديًا        | أيفوري                              | مولي هولي        |
| فرديًا        | جيف جاريت                           | رود دوج          |
| فرديًا        | هيلبيلي جيم                         | جيمي هارت        |
| فرديًا        | مارك هنري                           | بيغ شو           |
| جماعيًا       | دودلي بويز ( بوبا راي وديفون دودلي) | إدج أند كريستيان |
| جائزة واريور | جاريوس روبرتسون                     | دانا واريور      |
| المشاهير     | كيد روك                             | تربل إتش         |
| جائزة ليغاسي | ستان ستاسياك                        | غير متاح         |
| جائزة ليغاسي | اللورد ألفريد هايز                  | غير متاح         |
| جائزة ليغاسي | دارا سينغ                           | غير متاح         |
| جائزة ليغاسي | كورا كومبس                          | غير متاح         |
| جائزة ليغاسي | إل سانتو                            | غير متاح         |
| جائزة ليغاسي | جيم لوندوس                          | غير متاح         |
| جائزة ليغاسي | روفوس آر جونز                       | غير متاح         |
| جائزة ليغاسي | سبوتنيك مونرو                       | غير متاح         |
| جائزة ليغاسي | بوريس مالينكو                       | غير متاح         |
| جائزة ليغاسي | هيرو ماتسودا                        | غير متاح         |

### نسخة 2019
| الفئة        | المُصارع                                                                             | كُرِّمَ بواسطة            |
| ------------ | ----------------------------------------------------------------------------------- | --------------------- |
| فرديًا        | هونكي تونك مان                                                                      | جيمي هارت             |
| فرديًا        | توري ويلسون                                                                         | ستايسي كيبلر          |
| فرديًا        | بروتوس بيفكايك                                                                      | هالك هوجان            |
| جماعيًا       | دي-جينرايشن إكس (تربل إتش وشون مايكلز وشينا وبراين جيرارد جيمس ومونتي سوب وإكس باك) | غير متاح              |
| جماعيًا       | هارلم هيت (بوكر تي وستيفي راي)                                                      | غير متاح              |
| جماعيًا       | مؤسسة هارت (بريت هارت وجيم نيدهارت)                                                 | ناتاليا               |
| جائزة واريور | سو أيتشيسون                                                                         | دانا واريور وجون سينا |
| جائزة ليغاسي | بروزر برودي                                                                         | غير متاح              |
| جائزة ليغاسي | واهو مكدانيل                                                                        | غير متاح              |
| جائزة ليغاسي | لونا فاشون                                                                          | غير متاح              |
| جائزة ليغاسي | إس دي جونز                                                                          | غير متاح              |
| جائزة ليغاسي | تورو تاناكا                                                                         | غير متاح              |
| جائزة ليغاسي | بريمو كارنيرا                                                                       | غير متاح              |
| جائزة ليغاسي | جوزيف كوهين                                                                         | غير متاح              |
| جائزة ليغاسي | هيساشي شينما                                                                        | غير متاح              |
| جائزة ليغاسي | بادي روز                                                                            | غير متاح              |
| جائزة ليغاسي | جيم بارنيت                                                                          | غير متاح              |

### نسخة 2021
| الفئة  | المُصارع                                                      | كُرِّمَ بواسطة |
| ------ | ------------------------------------------------------------ | ---------- |
| فرديًا  | باتيستا                                                      |            |
| فرديًا  | جون برادشو لايفيلد                                           |            |
| فرديًا  | بولدوج البريطاني                                             |            |
| فرديًا  | جوشين لايجر                                                  |            |
| جماعيًا | نيو ورلد أوردر (هالك هوجان وكيفن ناش وسكوت هول وشون والتمان) |            |
| جماعيًا | ذا بيلا توينز (نيكي بيلا وبري بيلا)                          |            |

## مواعيد الحفل

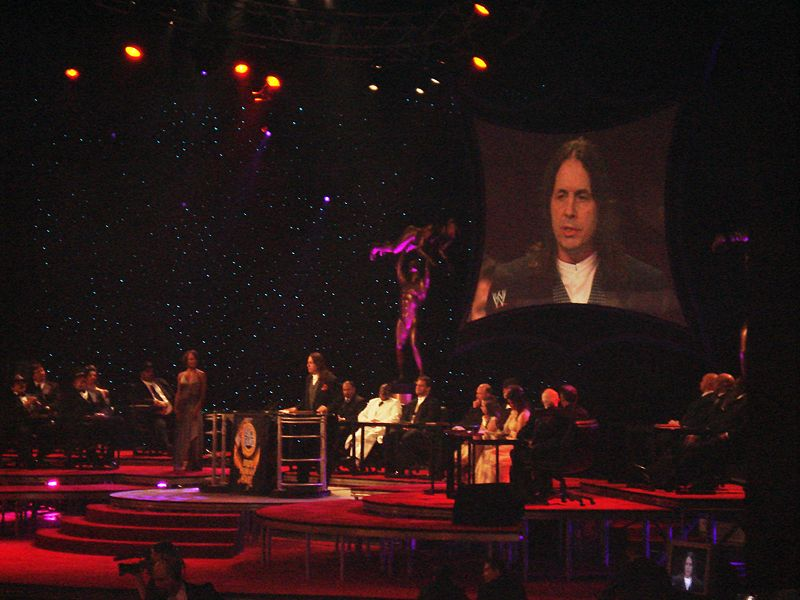
لحظة دخول بريت هارت إلى قاعة مشاهير دبليو دبليو إي عام 2006

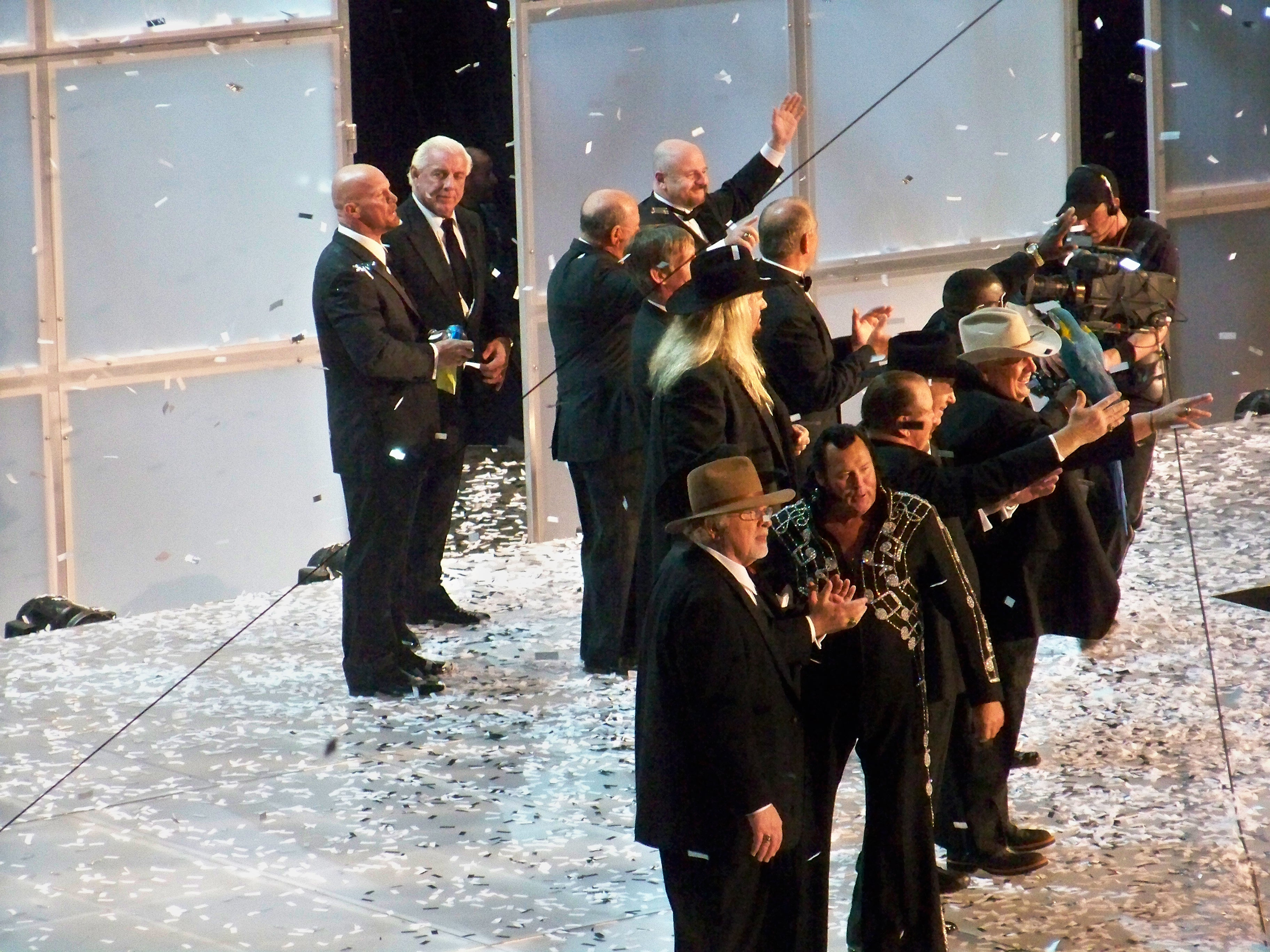
حفل قاعة مشاهير دبليو دبليو إي عام 200.

يُلخّص الجدول التالي مواعيد حفلات قاعة مشاهير دبليو دبليو إي منذ أول حفلٍ افتتاحيّ عام 1994 حتى عام 2021، كما يُقدم لمحة مختصرة عن تواريخ تلك الحفلات أو الأحداث وعن الأماكن التي أُقيمت فيها فضلًا عن باقي أحداث المصارعة الحرّة التي تزامنت مع حفلات قاعة المشاهير.
| التاريخ        | المدينة                    | المكان                              | المُضِيف                   | حدث مرتبط            |
| -------------- | -------------------------- | ----------------------------------- | ------------------------ | -------------------- |
| 9 يونيو 1994   | بالتيمور، ماريلاند         | فندق أومني إينر هاربور إنترناشيونال | غير متاح                 | ملك الحلبة (1994)    |
| 24 يونيو 1995  | فيلادلفيا، بنسلفانيا       | فندق ماريوت                         | غير متاح                 | ملك الحلبة (1995)    |
| 16 نوفمبر 1996 | نيويورك، نيويورك (الولاية) | ماريوت ماركيز                       | غير متاح                 | سرفايفر سيريس (1996) |
| 13 مارس 2004   | نيويورك، نيويورك (الولاية) | هيلتون                              | جين أوكرلوند             | راسلمينيا 20         |
| 2 أبريل 2005   | لوس أنجلوس، كاليفورنيا     | المُدرَّج العالمي                      | جين أوكرلوند             | راسلمينيا 21         |
| 1 أبريل 2006   | روزمونت، إلينوي            | مسرح روزمونت                        | جيري لولر                | راسلمينيا 22         |
| 31 مارس 2007   | ديترويت، ميشيغان           | مسرح فوكس                           | تود جريشام               | راسلمينيا 23         |
| 29 مارس 2008   | أورلاندو، فلوريدا          | أمواى أرينا                         | جين أوكرلوند وتود جريشام | راسلمينيا 24         |
| 4 أبريل 2009   | هيوستن، تكساس              | مركز تويوتا                         | جيري لولر وتود جريشام    | راسلمينيا 25         |
| 27 مارس 2010   | فينيكس، أريزونا            | مسرح دودج                           | جيري لولر                | راسلمينيا 26         |
| 2 أبريل 2011   | أتلانتا، جورجيا            | أرينا فيليبس                        | جيري لولر                | راسلمينيا 27         |
| 31 مارس 2012   | ميامي، فلوريدا             | أمريكان إيرلاينز أرينا              | جيري لولر                | راسلمينيا 28         |
| 6 أبريل 2013   | نيويورك، نيويورك (ولاية)   | ماديسون سكوير جاردن                 | جيري لولر                | راسلمينيا 29         |
| 5 أبريل 2014   | نيو أورليانز، لويزيانا     | مركز سموثي كينج                     | جيري لولر                | راسلمينيا 30         |
| 28 مارس 2015   | سان خوسيه، كاليفورنيا      | مركز ساب                            | جيري لولر                | راسلمينيا 31         |
| 2 أبريل 2016   | دالاس، تكساس               | مركز الخطوط الجوية الأمريكية        | جيري لولر                | راسلمينيا 32         |
| 31 مارس 2017   | أورلاندو، فلوريدا          | مركز أمواى                          | جيري لولر                | راسلمينيا 33         |
| 6 أبريل 2018   | نيو أورليانز، لويزيانا     | مركز سموثي كينج                     | جيري لولر                | راسلمينيا 34         |
| 6 أبريل 2019   | بروكلين، نيويورك           | مركز باركليز                        | كوري جريفز ورينيه يونغ   | راسلمينيا 35         |
| 2021           |                            |                                     |                          | ريسلمانيا 37         |

## ردود الفعل

### انتقادات

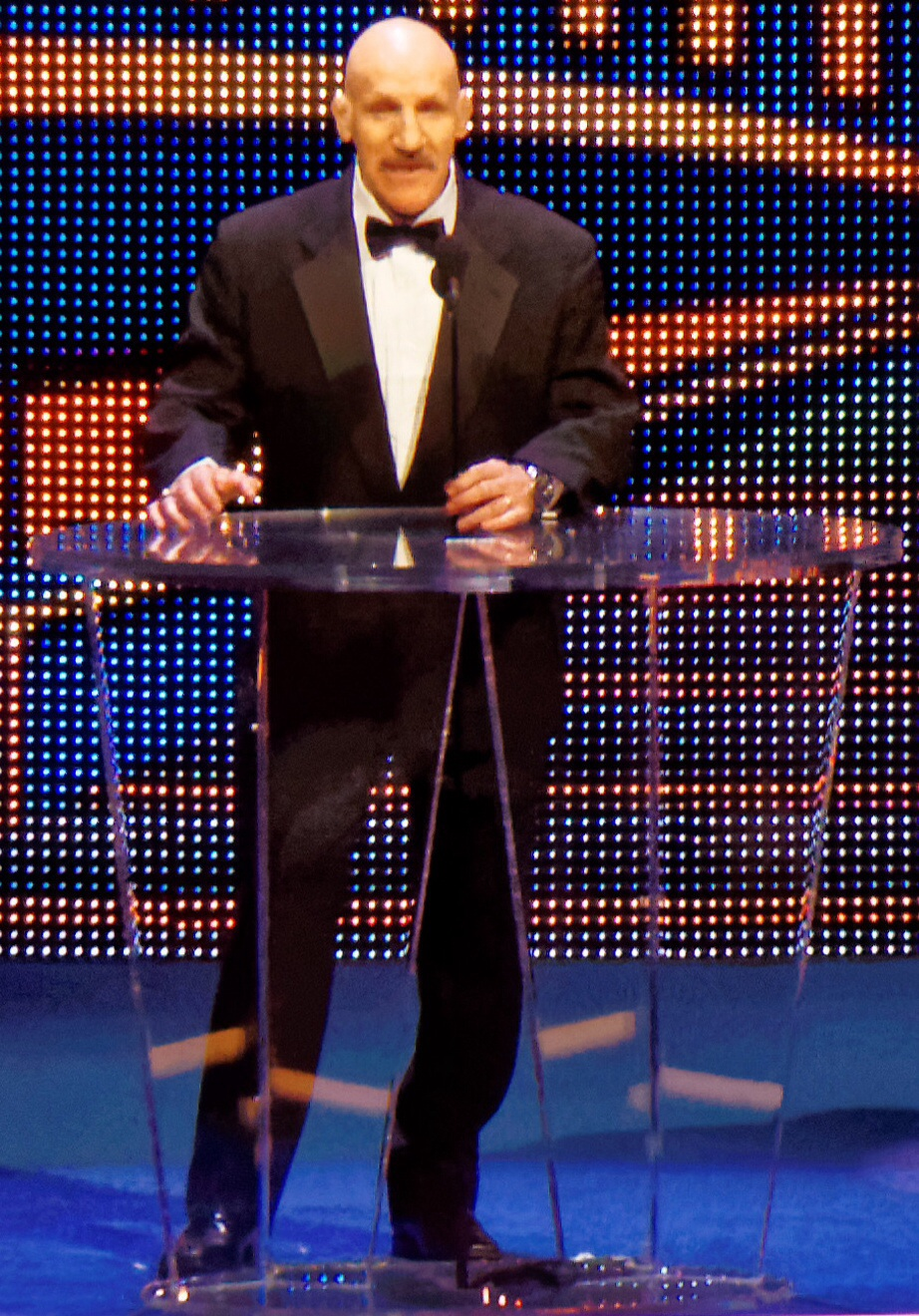
رفضَ المصارع الإيطالي الأمريكي برونو سامارتينو عام 2013 ضمَّ اسمه لقائمة الأسماء في قاعة مشاهير دبليو دبليو إي

أشارَ كاتب العمود في ذا بوسط كوريي (بالإنجليزية: The Post and Courier)‏ مايك مونيهام عام 2012 إلى أنَّ قاعة المشاهير تعرضت لانتقاداتٍ بسببِ ضمّها لأسماء مصارعين عاديين في حين أنها أغفلت أسماء كبيرة ووازنة داخل عالَم المصارعة. في سياقٍ آخرٍ، رفضَ المصارع بوب باكلوند عدّة محاولات لضمِّ اسمه لقاعة المشاهير لسببٍ لم يُفصح عنه، كما قِيل إنَّ المصارع ذا أولتيموت واريور رفضَ تكريمًا من الاتحاد العالمي للمصارعة عبر ضمِّ اسمه للقاعة عام 2010، ومع ذلك فقد ضُمَّ اسمُ المصارعينِ لقاعة المشاهير عامي 2013 و2014 على التوالي. شَكَّل على جانب آخر عدمُ تكريم المصارع راندي سافاج في قاعة المشاهير لمدة طويلة منذُ افتتاحها انتقادًا جديدًا للاتحاد العالمي الذي ضمَّهُ أخيرًا عام 2015، فقال حينها المصارع المعروف كريس جيريكو إنَّ قاعة المشاهير حقَّقت «مستوى من الشرعية» بعد خطوة إضافة سافاج لباقي المصارعين.
انتقدَ برونو سامارتينو وهو أكثر من احتفظَ بلقبِ بطل العالم للوزن الثقيل في دبليو دبليو دبليو إف قاعة المشاهير ذات مرة، حيثُ لم يوافق على ضمِّ أسماء بعض المشاهير للقاعة مثل بيت روز وويليام بيري وعلَّق ساخرًا: «ما الفائدة من قاعة المشاهير؟ هل هو مبنى يُمكنني الذهاب إليه بالفعل؟ لا!» رفضَ سامارتينو اقتراحات ضمِّ اسمهِ للقاعة لعدّة مراتٍ قبل أن يَقبل في نسخة عام 2013؛ فقالَ حينها تربل إتش: «إنه لمن المهم أن يُدرجَ اسمُ سامارتينو ضمنَ باقي الأسماء في القاعة»، في حين حلَّلت إي إس بي إن ضمَّ المصارع للقاعة بالقول أنَّ هذا الاعتراف أضفى نوعًا من الشرعيّة على القاعة التي طالتها انتقاداتٌ جمّة. اعتبرَ سامارتينو مباشرةً بعد إدراجِ اسمه أنَّ القاعة «شرعية». لطالما ذكَّر ميك فولي القائمين على قاعة المشاهير بضرورة ضمّ المصارعة شينا والمصارع فيدر مشيرًا في عام 2020 إلى أنَّ الأخير هو الغائب الأبرز ضمنَ أسماء القاعة.

### اختيار الأسماء

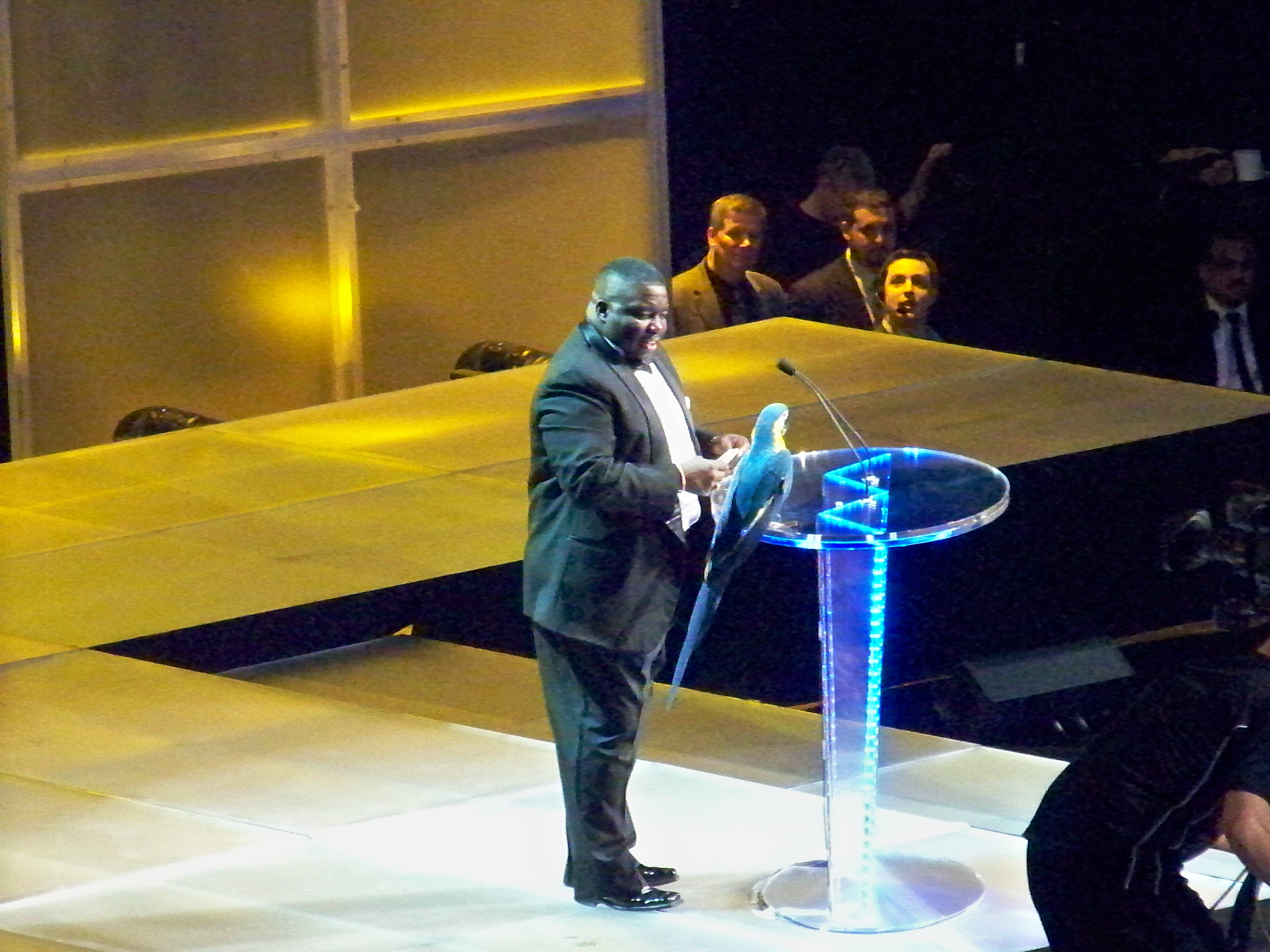
أثار ضمُّ اسم المصارع كوكو بي وير لقاعة المشاهير عام 2009 الكثير من الجدل في عالَم المصارعة

صرَّح ريك فلير ذات مرّة أن هناك العديد من المصارعين في قاعة المشاهير لا يستحقون ذلك لكنه لم يذكر أسماء بعينها. أثار ضمّ اسم المصارع كوكو ب. وير – وهو مصارعٌ في دبليو دبليو إف – لقاعة المشاهير الكثير من الجدل خاصّة أن تكريمه جاء قبل عددٍ من المصارعين القدامى والمعروفين مثل راندي سافاج أو برونو سامارتينو. تساءلَ كاليب سميث من سلام ريستلينغ (بالإنجليزية: Slam Wrestling)‏ عن كيفيّة اعتراف قاعة المشاهير بالمصارع وير بينما لم تفعل الأمر ذاته معَ بطل دبليو دبليو دبليو إف السابق إيفان كولوف حتَّى قبل وفاته عام 2017. في المقابل، دافعَ ستيف كوك الكاتب في 411 مانيا (بالإنجليزية: 411Mania)‏ عن مكانة وير في قاعة المشاهير حيث قال إنَّ المصارع يحظى بشعبية كبيرة بين المعجبين وكانت بعض خسائره تاريخيّة.
انتقد السوبرستار بيلي جراهام القاعة علنًا وطالَبَ الاتحاد العالمي للمصارعة بإزالته منها وذلك بعد ضمّ المصارع عبد الله ذا بوتشر عام 2011، حيثُ كتب جراهام: «إنها [دبليو دبليو إي] منظمة وقحة ... لقد أقدمت على إقحامِ اسمِ حيوانٍ متعطشٍ للدماء مثل عبد الله في قاعة المشاهير التي لا قيمة لها ... أريد ألا يكون اسم السوبرستار بيلي جراهام جزءًا من هذه القاعة.» انتقد بريت هارت عام 2018 – وهو الذي ترأسَ حفل نسخة عام 2006 – إغفال القاعة للعديد من المصارعين على رأسهم ديناميت كيد وشقيق بريت أوين، كما انتقدَ ضمَّ بعض المجموعات على غرار ذا روك إن رول إكسبرس وذا فابيلوس فريبيردس اللذانِ لم يُقدما الكثير لعالم المصارعة على حدّ زعمه، ثمّ توعَّد بأنه لن يُشارك في حفلٍ آخرٍ من حفلات القاعة حتى يبدأ الاتحاد العالمي للمصارعة في ضمِّ وتكريم «المرشحين المناسبين والمستحقين». مع ذلك فقد حضرَ هارت حفل 2019 حيث اعتُرف به للمرة الثانية في القاعة لكن هذه المرة كجزء من مؤسسة هارت بعدما اعتُرف به من قبل كمصارعٍ منفرد.
تساءلَ ديف شيرِر من بي دبليو إنسايدر (بالإنجليزية: PWInsider)‏ كيف يُمكن لدبليو دبليو إي الحفاظ على النموذج الذي تسيرُ عليه قاعة المشاهير من 2004 إلى الوقت الحاضر وذلك بسببِ «أساطير المصارعة» التي تُضمُّ سنويًا للقاعة واسترسل: «إنهم [مسؤولي الاتحاد العالمي للمصارعة] يحتاجون حقًا إلى تكوين المزيد من النجوم الجُدد لضمان استمراريّة القاعة»، فيمَا قال رايان بايرز من موقع 411 مانيا «إنَّ معايير دبليو دبليو إي غريبة نظرًا لأن العديد من المُضافة أسمائهم يستحقّون التواجد فعلًا في القاعة لكن آخرين دخلوها لأسباب سياسية أو لأسباب دعائيّة وأشياء من هذا القبيل.» جديرٌ بالذكرِ هنا أنَّ ميك فولي طلبَ في بداية عام 2021 بعد اقتحامِ العديد من الأشخاص لمبنى الكونغرس من رئيس الاتحاد فينس مكمان إزالة اسم دونالد ترامب من قاعة المشاهير.

### الثناء والنقد
استجابت مارثا هارت أرملة أوين هارت للنداءات التي كانت تُطالب دبليو دبليو إي بإضافته لقاعة المشاهير بالقول: «ليس لديهم [الاتحاد] حتى قاعةُ مشاهير. لا وجود لها؛ لا يوجد شيء. إنه كيانٌ مزيّف. لا يوجد شيء حقيقي أو ملموس. إنه مجرد حدثٍ يكسبون منهُ المال حينما يبثونه على التلفزيون ويحتفلون. هذا أمرٌ سخيفٌ للغاية.» من جانبهِ انتقد سابو قاعة المشاهير قائلًا: «سأفعلُ ذلك [الانضمام للقاعة] فقط لأنني بحاجة إلى المال ... أنا لا أعتبرها قاعة مشاهير حقيقية.»
أثنى آخرون على قاعة المشاهير، حيثُ قال كارلوس كولون الأب البطل العالمي للوزن الثقيل 26 مرة إن ضمَّهُ للقاعة في نسخة عام 2014 كان «تحقيقًا للحلم»، وهو نفسُ الشيء الذي قاله أرن أندرسون الذي أُضيف اسمه هو الآخر لقاعة المشاهير في نسخة عام 2012 كجزءٍ من مجموعة ذا فور هورس مان حيثُ أكَّد: «ضمُّ اسمي لقاعة مشاهير دبليو دبليو إي كان ذروة حياتي في عالم المصارعة.» أدلى المصارع كيفن ناش الذي أُضيف اسمه للقاعة في نسخة عام 2015 بتصريحٍ ذكره فيهِ أن هناك شيئين حقيقيين في مجال المصارعة المحترفة: «عندما تفوزُ بأول بطولةٍ لك وعندما تنضمُّ إلى قاعة المشاهير.» دونالد ترامب هو الآخر أثنى على القاعة بعد ضمّه لها (فئة المشاهير) عام 2013 حيثُ قال: «إنَّ التكريم [من قِبل قاعة مشاهير دبليو دبليو إي] أفضلُ من الحصول على أعلى التقييمات في التلفزيون وأفضلُ من أن تكون الكاتبُ الأكثر مبيعًا وأفضلُ من الحصول على مكانٍ في ممر الشهرة في هوليوود.»